# 巡音流歌
巡音流歌（日语：／ Megurine Luka），代號CV03，是Crypton Future Media以山葉的Vocaloid語音合成引擎為基礎開發販售的虛擬女性歌手軟件，爲角色主唱系列的第三作，於2009年1月30日發售。VOCALOID 4引擎製作升級聲庫于2015年3月19日发售。由日本聲優淺川悠提供日語和英語聲源。

## 製作過程、命名
聲音樣本於2007年10月開始錄音。原預定2008年上半年發售，製作人員在當時估計聲音資料的構成會比前兩作費時。後來延期至預定2008年9月或10月發售。印象上脫離之前兩作「可愛」的形象，反而轉成為非常性感和神秘的面貌；製作者之一的佐佐木涉比喻如果CV01初音未來是GUNDAM，那麼CV03巡音流歌會是精神感應鋼彈般的存在。聲音樣本最初於2008年11月14日公開。於12月5日發表因開發狀況的原因而延期至2009年1月30日發售，至2009年10月27日共售出約13000套。角色名稱「巡」於1月5日公開，意思是「遍布周圍的聲音」。全名於翌日公開，漢字為「流」，表示歌曲的流動；漢字為「歌」意思為「歌曲的傳達」。和前兩作一樣由KEI設計角色，衣服設計來自和人類發聲有近似要素的管樂器；眼神和雪白的皮膚表示巡音流歌冷酷的聲音，粉紅的髮色來自管樂器表演者在吹奏時臉頰的微紅，表示巡音流歌內在的熱情。聲音提供者是聲優淺川悠，因製作英語的歌聲資料庫需要不少日語中不存在的英語及特殊發音，要求聲音提供者有一定的忍耐力，因此起用習慣收錄間斷台詞的遊戲配音的聲優。

### 设定
- 年龄：20岁
- 身高：162cm
- 体重：45kg
- 擅长的曲种：拉丁爵士至民族系流行曲、浩室音乐至电子音乐
- 擅长的节奏：65～145BPM
- 擅长的音域：D3～D5

## 知名作品
| 歌曲名稱                           | 歌名翻譯                          | 作曲/作詞/編曲           | 投稿日     | 備註 |
| ---------------------------------- | --------------------------------- | ------------------------ | ---------- | --- |
|                                    | 星屑烏托邦                        | otetsu                   | 發售日完成 | 傳說曲，截至2022年6月28日已有約220萬人觀看，巡音投稿時間最早的著名原創曲，同時也是第一首殿堂曲（10萬人觀看）。 |
| RIP=RELEASE （页面存档备份，存于） |                                   | minato(流星P)            | 發售日完成 | 傳說曲，截至2022年6月28日已有約292萬人觀看。內容講述失戀少女的心聲，被稱為是minato另一作品SPICE!的回應曲。 |
|                                    | Double Lariat（雙重迴旋）         | アゴアニキP              | 2009/2/5   | 傳說曲，截至2022年6月28日已有約796萬人觀看，目前再生數最高的巡音獨唱曲。順帶一提，在NICONICO動畫觀看的話即使按下暫停巡音仍然會自轉，本影片亦有隱藏人物，須在適當時間按下暫停方可看見。ダブルラリアット的辭源是指摔角運動中選手雙臂平展旋轉前進後將對手扣殺的動作，歌詞的解說則是意象現代舞的自由旋身，以及其挑戰人體動作極限和可能性的精神。                                                                                                |
|                                    | Just Be Friends                   | Dixie Flatline           | 2009/7/4   | 傳說曲，PV作者為，截至2022年6月28日有495萬人觀看。歌曲曾於2010年8月3日至2014年5月11日因動畫製作者Yunomi-P使用付費或免費的素材而沒有標記原作者產生爭議,最終被NICONICO動畫封鎖,看法觀看。於2014年5月11日獲解除封鎖。由於該歌曲節奏輕快，歌曲內容寫實，PV精美，在NICO中非常轟動。有愛好者們製做出真人歌唱版，最後由コメントP整合做出合唱版 （页面存档备份，存于），由於編輯的非常好，也造成了轟動。另外作者Dixie Flatline原為職業作家。        |
|                                    | LukaLuka★NightFever               | Samfree                  | 2009/2/12  | 傳說曲，截至2022年6月28日已有約552萬人觀看。電子舞曲類，巡音以非常性感和熱烈的方式來表達她的夜生活，並且邀請所有支持她的粉絲來一起與她共舞。很多數的粉絲認為巡音流歌的「巨乳」撩人形象足以迷倒他們。本曲非常受到年輕愛好者的青睞。有人來翻唱及合唱該歌曲，特別是實谷奈奈（）的版本最受到歡迎。本作品被視為巡音流歌的個人形象曲之一。有很多的愛好者們在網路上製作做出不同版本。網路上流傳「」的編舞版本最為著名，甚至有MMD以她的編舞為後製。 |
|                                    | 個這個                            |                          | 2009/2/17  | 傳說曲，投稿兩日後已進入殿堂，截至2022年6月28日已有約137萬人觀看。高水準的調音，曲子內容是講述一個少女的戀愛故事。 |
|                                    |                                   | minato(流星P)            | 2009/5/1   | 傳說曲，截至2022年6月28日有344萬人觀看。與初音未來合唱，以露骨歌詞講述同性之愛。這首歌曲也曾於2010年8月2日至2018年1月5日因動畫製作者Yunomi-P使用付費或免費的素材而沒有標記原作者產生爭議,最終被NICONICO動畫封鎖,看法觀看。經過將近八年的時間於2018年1月5日獲解除封鎖。 |
|                                    | World Ends Dance Hall（世末舞廳） | wowaka(現實逃避P)        | 2010/5/8   | 神話曲，截至2022年6月28日已有約1347萬人觀看，是目前再生數最高的巡音合唱曲（與初音未來合唱）。曾一度爆出抄襲醜聞，wowaka雖然沒有正面回應，但對他的名譽造成很大的影響，也讓他快一年沒有推出新作品。順帶一提，在Project Diva f的預告包含的PV中的出現的譯名是「世界終結舞廳」。 |
|                                    | Hello, Worker                     | KEI（不是繪師的那位KEI） | 2011/9/2   | 傳說曲，截至2022年6月28日已有約172萬人觀看，講述了一個不只是社會新鮮人追尋自己夢想的故事，更是每個人一生中跌跌撞撞的寫照。 |
|                                    | 即使這就是你的幸福                | Heavenz                  | 2013/4/2   | 傳說曲，截至2022年6月29日已有約130萬人觀看，收錄於《V Love 25 -Fortune-》專輯。後有使用巡音流歌 V4X的重調教版本，收錄於《Actor Reactor》專輯。 |

- 資料參考來源： 週刊VOCALOIDランキング

## 巡音流歌於週刊VOCALOID排行榜獲得第一名歌曲表
| 排行榜期數 | 統計日期                     | 歌曲名稱(原文)   | 歌曲名稱(中譯)           | 作曲/作詞/編曲 | 分數   | 備註                                 |
| ---------- | ---------------------------- | ---------------- | ------------------------ | -------------- | ------ | ------------------------------------ |
| 070        | 2009年1月26日～2009年2月2日  | RIP=RELEASE      |                          | 流星P          | 843233 | 該週排行榜頭三位均為巡音流歌主唱歌曲 |
| 071        | 2009年2月2日～2009年2月9日   | ダブルラリアット | Double Lariat (雙重迴旋) | アゴアニキP    | 718475 |                                      |
| 072        | 2009年2月9日～2009年2月16日  | ダブルラリアット | Double Lariat (雙重迴旋) | アゴアニキP    | 694441 | 第十三首連續兩星期第一位歌曲         |
| 073        | 2009年2月16日～2009年2月23日 | トエト           |                          | トラボルタ     | 531233 | 新上榜                               |
| 075        | 2009年3月2日～2009年3月9日   | ダブルラリアット | Double Lariat (雙重迴旋) | アゴアニキP    | 200152 | 重奪第一名                           |

## 官方試聽曲
1. Amazing Grace，於2008年11月14日公開初版，歌曲歌詞是全英文。
2. DEMO SONG01，於2008年12月12日公開初版，歌曲歌詞是英日混合。
3. DEMO SONG02，於2009年1月27日公開初版，歌曲是和風，而歌詞是英日混合。

## 巡音的代表物
另外，如初音未來的「葱」、鏡音鈴、連的「壓路機」、「橙」和「香蕉」一樣，系列愛好者亦對巡音流歌應持有甚麼而展開名為「持物戰爭」的討論，較多支持的是急凍鮪魚、鞭等。其間，又生出「章魚流歌」的形象，起源於「三月八日」投稿於PIAPRO和pixiv的畫作，只有巡音的頭髮看起來就是章魚的手。結果巡音還沒有公認的代表物，大多數人也認為章魚流歌是巡音的寵物，鮪魚是章魚流歌喜歡的食物。